# Ophiorrhiza curtiflora
Ophiorrhiza curtiflora är en måreväxtart som beskrevs av Adolph Daniel Edward Elmer. Ophiorrhiza curtiflora ingår i släktet Ophiorrhiza och familjen måreväxter. Inga underarter finns listade i Catalogue of Life.